# Stowarzyszenie „Winnica”
Stowarzyszenie Kościołów „Winnica” (ang. Association of Vineyard Churches) znane także jako Ruch Winnica – ewangeliczny chrześcijański kościół neocharyzmatyczny, posiadający ponad 2,4 tys. zborów na całym świecie. 
W 2009 roku kościół miał w Stanach Zjednoczonych 189 tys. wiernych w 556 zborach. Na całym świecie Stowarzyszenie Kościołów „Winnica” liczy około 300 tysięcy wiernych. W krajach niemieckojęzycznych jest około 10 tys. wyznawców, w 2017 roku. 
Jest to konserwatywna ewangeliczna wspólnota założona w 1986 roku przez Johna Wimbera ewangelicznego nauczyciela (zm. 1997), dawniej powiązana z Calvary Chapel. Wspólnota odłączyła się z powodu nacisków Wimbera na manifestacje charyzmatyczne, co nie było mile widziane w Calvary Chapel. 